# Traian Băsescu
Traian Băsescu (Basarabi, Província de Constanţa, 4 de novembre de 1951) és un mariner i polític romanès que fou president de Romania des del 20 de desembre de 2004 fins al 19 d'abril de 2007, des del 23 de maig de 2007 fins al 10 de juliol de 2012, i des del 27 d'agost de 2012 fins al 21 de desembre de 2014
Băsescu es va graduar a l'Institut Constanţa de l'Armada el 1976 i es va convertir en Oficial de Marina de vaixell mercant amb Navrom, l'empresa naval de Romania. Va ser capità del petrolier insígnia de Romania (1981-1987), la nau més gran de la flota Romanesa.
Després de la Revolució Romanesa de 1989, va entrar a la política com a membre del Front de Salvació Nacional (FSN), però aviat es va integrar al Partit Demòcrata Romanès (PD). Va ser elegit president del PD l'any 2001, derrotant a Petre Roman.
Va ser ministre de Transport (1991-1992), durant el Govern de Theodor Stolojan, i (1996-2000), durant els governs de Victor Ciorbea, Radu Vasile i Mugur Isarescu. Fou alcalde de Bucarest des del juny de 2000 fins a desembre de 2004, quan va dimitir per a assumir el càrrec de president.

## President de Romania
El 2004 fou elegit president a les Eleccions presidencials romaneses de 200419 d'abril de 2007 es va fer una votació a favor de l'acusació que tenia, i la va aprovar: 322 vots a favor i 108 en contra (el nombre mínim de vots a favor necessaris era de 233). Basescu està suspès del càrrec fins que en un referèndum confirmi l'acusació. El president Provisional que el va succeir va ser Nicolae Văcăroiu (Partit Socialdemòcrata de Romania). En el referèndum de l'acusació, que va sortir negativa amb el 74,48% dels vots, el 23 de maig de 2007 va tornar a ser nomenat president. Al desembre de 2009 fou reelegit per a un nou mandat de cinc anys.
El 6 de juliol de 2012 el Parlament votà novament la seva destitució acusat de violar la constitució, i novament la va aprovar amb 258 vots a favor, 116 van votar en contra, 1 abstenció i 1 vot nul. Fou substituït temporalment pel president del Senat, Crin Antonescu, a l'espera d'un referèndum popular per confirmar la decisió del parlament.
El referèndum, celebrat el 29 de juliol de 2012 va aprovar amb un 88,7% dels vots la destitució de Băsescu, enfront d'un 11,3% que hi van votar en contra. Tot i això, la necessitat d'una participació mínima del 50% perquè el referèndum fos considerat vinculant (fou del 46,24%), va fer que Băsescu fou de nou confirmat en el càrrec per la Cort Constitucional, i prengué de nou la possessió del càrrec el 27 d'agost del mateix any.